# تریدگر
تریدگر (انگلیسی: Tredegar) شرکت صنایع شیمیایی آمریکایی است، که در سال ۱۹۸۹ تأسیس شد.